# Jacob Benton

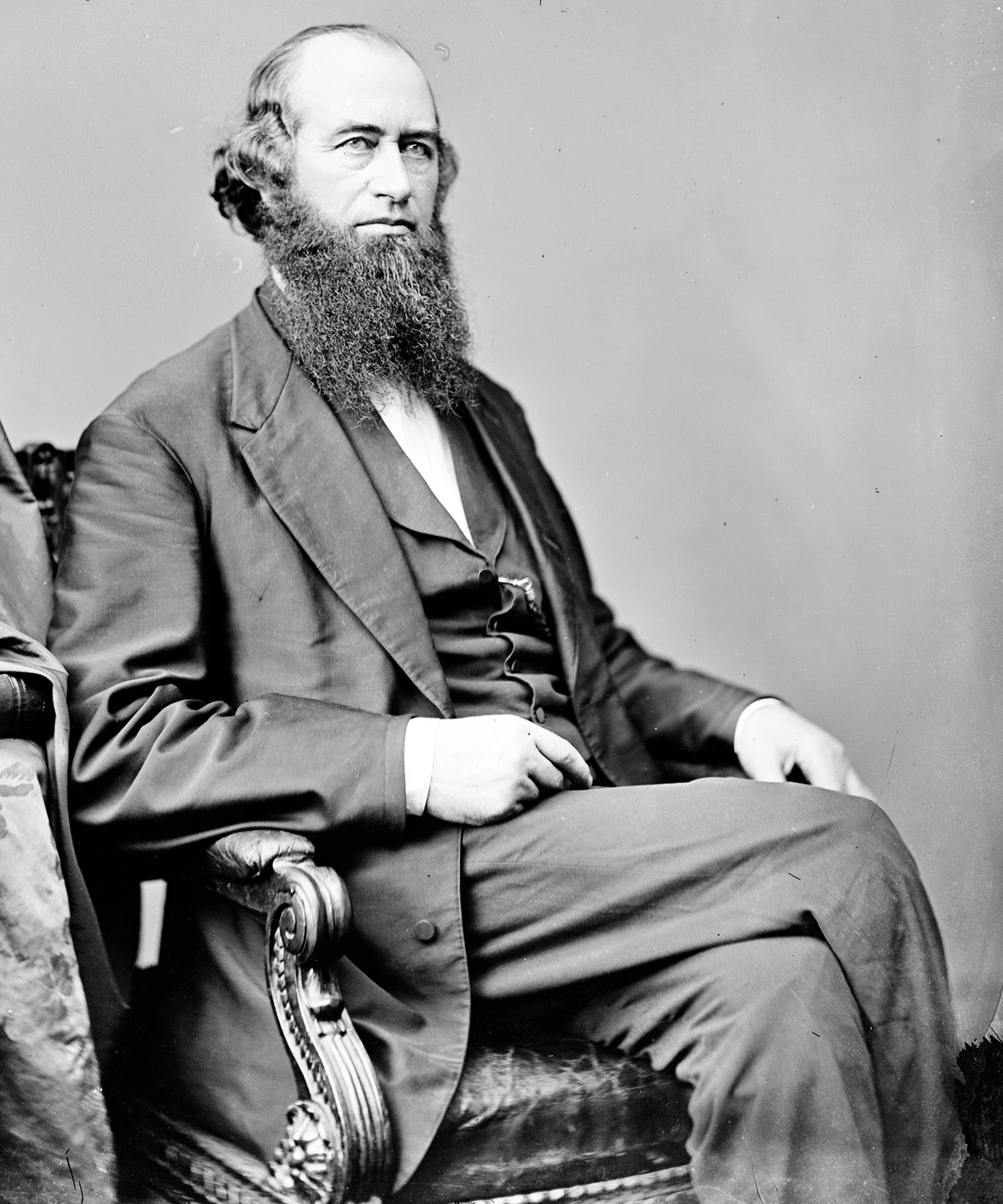
Jacob Benton

Jacob Benton (* 19. August 1814 in Waterford, Caledonia County, Vermont; † 29. September 1892 in Lancaster, New Hampshire) war ein US-amerikanischer Politiker. Zwischen 1867 und 1871 vertrat er den Bundesstaat New Hampshire im US-Repräsentantenhaus.

## Werdegang
Jacob Benton besuchte die öffentlichen Schulen seiner Heimat und danach bis 1839 das Burr and Burton Seminary in Manchester (Vermont). Anschließend war er selbst einige Jahre als Lehrer tätig. Im Jahr 1842 zog er nach Lancaster in New Hampshire. Nach einem Jurastudium und seiner im Jahr 1843 erfolgten Zulassung als Rechtsanwalt begann er in seiner neuen Heimatstadt in diesem Beruf zu arbeiten.
Seit 1854 war Benton auch politisch aktiv. Er wurde Mitglied der in diesem Jahr gegründeten Republikanischen Partei. Zwischen 1854 und 1856 war er Abgeordneter im Repräsentantenhaus von New Hampshire. 1860 nahm er als Delegierter an der Republican National Convention in Chicago teil, auf der Abraham Lincoln als Präsidentschaftskandidat der Partei nominiert wurde. Während des Bürgerkrieges kommandierte Benton als Brigadegeneral eine Freiwilligeneinheit aus New Hampshire.
1866 wurde Benton im dritten Distrikt von New Hampshire in das US-Repräsentantenhaus in Washington gewählt, wo er am 4. März 1867 die Nachfolge von James W. Patterson antrat. Nach einer Wiederwahl im Jahr 1868 konnte er bis zum 3. März 1871 zwei Legislaturperioden im Kongress absolvieren. In diese Zeit fiel der Streit seiner Partei mit Präsident Andrew Johnson um die Reconstruction nach dem Bürgerkrieg. Dieser Streit führte zum letztlich erfolglosen Amtsenthebungsverfahren gegen den Präsidenten. Ebenfalls während Bentons Zeit im Kongress wurde der 14. Verfassungszusatz verabschiedet.
Im Jahr 1870 lehnte Benton eine weitere Kandidatur für den Kongress ab. In der Folge arbeitete er wieder als Anwalt. Er starb am 29. September 1892 in Lancaster und wurde dort auch beigesetzt.